# Bujavica
Bujavica je naselje u Republici Hrvatskoj u Požeško-slavonskoj županiji, u sastavu grada Lipika.

## Zemljopis
Bujavica se nalaze zapadno od Lipika, susjedna naselja su Janja Lipa na zapadu, Brezine na sjeveru, Novi Grabovac na jugu te Lovska na istoku.

## Povijest
Bujavica je jedno od prvih oslobođenih sela u Domovinskom ratu. Oslobođeno je 14. listopada 1991. godine. Dnevnik Hrvatske televizije objavio je da je to prvo oslobođeno selo, no bilo je nekih sela sela oko Daruvara (Miljanovac, Gornja Vrijeska), Pakraca (Toranj, Gornja Obrijež) ili Brloga kod Otočca u operaciji Medvjed i drugih koja su ipak oslobođena nešto prije.
Ipak ovo je prvo selo oslobođeno na novljanskom bojištu. Oslobodili su ga pripadnici 56. bojne iz Kutine, pričuvne policije i 2. bojne 105. brigade ZNG-a iz Čazme.

## Stanovništvo
Prema popisu stanovništva iz 2011. godine Bujavica je imala 33 stanovnika.
| broj stanovnika | 177   | 186   | 213   | 254   | 283   | 308   | 312   | 392   | 229   | 229   | 183   | 147   | 97    | 75    | 2     | 33    | 22    |
|                 | 1857. | 1869. | 1880. | 1890. | 1900. | 1910. | 1921. | 1931. | 1948. | 1953. | 1961. | 1971. | 1981. | 1991. | 2001. | 2011. | 2021. |